# Мазама
Мазама (Mazama) (назва походить з мови науатль і означає олень) — рід парнокопитних ссавців родини оленевих (Cervidae), що мешкають у Центральній та Південній Америці. Раніше налічували чотири види мазам, але на початку XXI століття кілька підвидів вирішено було вважати видами, тож їх кількість зросла до дев'яти чи навіть десяти.
Мазама, хоч і олені, але зовні більше нагадують антилоп — в них короткі, до 12 см, нерозгалужені роги схожі на шпичаки. До того ж ці роги, на відміну від інших оленів, змінюються нерегулярно. Характерною рисою будови тіла є припіднята задня частина, що характерне для тварин які гарно стрибають, вигнута спина, коротка шия, низько опущена голова. Мазама — тварини середніх та дрібно-середніх розмірів і важать від 8 до 25 кг. Забарвлення від досить яскравого рудувато-бурого до тьмяно-сірого.
Мазам нерідко порівнюють з африканськими антилопами друкерами оскільки вони займають таку саму екологічну нішу. Мазами живуть у лісах та саванах причому водяться до висоти 5000 метрів. Вдень вони ховаються в кущах, між коренями великих дерев чи під поваленими стовбурами, а вночі виходять пастися на більш-менше відкриті ділянки. Тримаються ці невеликі олені біля води і чудово плавають. Зазвичай самки народжують одне, зрідка двох телят які поки не зміцніють ховаються лягаючи на землю і завмираючи настільки непорушно, що таке оленя можна взяти руками.
Одні види не переносять зміни людиною ландшафту інші навпаки досить легко пристосовуються до антропогенних територій. Колись мазами були дуже численні, але зараз їх кількість скоротилася. З одного боку на них полюють заради м'яса з іншого селяни розглядають ті види мазам які пристосувалися жити між полями та плантаціями як шкідників. Природними ж ворогами цих оленів є пуми, ягуари, часом інші південноамериканські котячі та удави.